# 화이안시
화이안시(淮安市)는 중화인민공화국 장쑤성의 중서부에 있는 지급시이다. 2001년 이전에는 화이인 시(淮陰市)로 불려 화이인 시의 관할 하에 현급시인 화이안 시라는 시가 있었다(당시의 화이안 시는 현재의 화이안 구이다). 화이허(淮河)의 유역에 있어, 화이허 수계의 중국 제 4위 담수호인 홍택호가 서부에 펼쳐진다. 면적은 8,962km2, 인구는 532만명(2007년)으로 상주인구가 484만명, 비농업인구가 90만명에 달한다. 중화인민공화국의 정치가 저우언라이의 출신지이기도 하다.

## 지리
장쑤성 중서부에 있다. 서북은 쑤첸시(宿遷市)에, 북쪽은 롄윈강시에, 동쪽은 옌청시에, 동남쪽은 양저우시에, 서남쪽은 안후이성 추저우시에 접한다.
화이안시의 대부분은 화이허 유역의 평야로, 지세는 극히 평탄하다. 현의 역내에 약간의 구릉지대가 존재한다. 또 화이안 시에는 하천이나 호수와 늪이 매우 많다. 주요한 하천·운하로는 경항대운하, 화이허, 수베이 관개총거(蘇北灌漑総渠) 등이 있다.
화이허는 일찍이 화이안으로부터 동쪽의 황해로 흐르고 있었지만, 황하의 유로가 남쪽으로 바뀌어 화이허의 유로를 빼앗았기 때문에 화이허는 범람하여 남쪽의 장강으로 흐르게 되었다. 이때 넘친 물로 형성된 것이 화이안 서부의 시 경계로 펼쳐진 중국에서 4번째로 큰 호수인 홍택호이다. 화이허의 범람을 막기 위해, 중화인민공화국은 소북관개총거를 건설해, 다시 화이허 물의 일부를 황해로 흘려 보내고 있다.

## 기후
| 화이안시의 기후                                               | 화이안시의 기후 | 화이안시의 기후 | 화이안시의 기후 | 화이안시의 기후 | 화이안시의 기후 | 화이안시의 기후 | 화이안시의 기후 | 화이안시의 기후 | 화이안시의 기후 | 화이안시의 기후 | 화이안시의 기후 | 화이안시의 기후 | 화이안시의 기후 |
| 월                                                            | 1월             | 2월             | 3월             | 4월             | 5월             | 6월             | 7월             | 8월             | 9월             | 10월            | 11월            | 12월            | 연간            |
| ------------------------------------------------------------- | --------------- | --------------- | --------------- | --------------- | --------------- | --------------- | --------------- | --------------- | --------------- | --------------- | --------------- | --------------- | --------------- |
| 역대 최고 기온 °C (°F)                                        | 19.3 (66.7)     | 24.5 (76.1)     | 27.1 (80.8)     | 32.3 (90.1)     | 34.5 (94.1)     | 36.7 (98.1)     | 36.6 (97.9)     | 37.0 (98.6)     | 35.1 (95.2)     | 31.6 (88.9)     | 27.4 (81.3)     | 20.7 (69.3)     | 37.0 (98.6)     |
| 일평균 최고 기온 °C (°F)                                      | 6.1 (43.0)      | 8.9 (48.0)      | 14.0 (57.2)     | 20.2 (68.4)     | 25.3 (77.5)     | 28.8 (83.8)     | 30.8 (87.4)     | 30.3 (86.5)     | 26.7 (80.1)     | 21.9 (71.4)     | 15.2 (59.4)     | 8.5 (47.3)      | 19.7 (67.5)     |
| 일일 평균 기온 °C (°F)                                        | 1.6 (34.9)      | 4.0 (39.2)      | 8.6 (47.5)      | 14.7 (58.5)     | 20.1 (68.2)     | 24.2 (75.6)     | 27.2 (81.0)     | 26.6 (79.9)     | 22.3 (72.1)     | 16.7 (62.1)     | 10.2 (50.4)     | 3.8 (38.8)      | 15.0 (59.0)     |
| 일평균 최저 기온 °C (°F)                                      | −1.7 (28.9)     | 0.2 (32.4)      | 4.2 (39.6)      | 9.7 (49.5)      | 15.4 (59.7)     | 20.3 (68.5)     | 24.3 (75.7)     | 23.7 (74.7)     | 18.8 (65.8)     | 12.5 (54.5)     | 6.2 (43.2)      | 0.2 (32.4)      | 11.1 (52.1)     |
| 역대 최저 기온 °C (°F)                                        | −11.2 (11.8)    | −14.3 (6.3)     | −6.9 (19.6)     | −1.7 (28.9)     | 5.3 (41.5)      | 10.8 (51.4)     | 18.0 (64.4)     | 14.7 (58.5)     | 8.7 (47.7)      | 0.0 (32.0)      | −5.3 (22.5)     | −13.7 (7.3)     | −14.3 (6.3)     |
| 평균 강수량 mm (인치)                                         | 27.7 (1.09)     | 31.7 (1.25)     | 47.4 (1.87)     | 46.9 (1.85)     | 68.1 (2.68)     | 135.2 (5.32)    | 223.6 (8.80)    | 191.7 (7.55)    | 83.7 (3.30)     | 49.0 (1.93)     | 43.3 (1.70)     | 23.3 (0.92)     | 971.6 (38.26)   |
| 평균 강수일수 (≥ 0.1 mm)                                      | 6.0             | 6.7             | 7.7             | 7.4             | 9.0             | 8.8             | 13.2            | 12.6            | 8.0             | 6.3             | 6.9             | 5.3             | 97.9            |
| 평균 강설일수                                                 | 3.4             | 2.8             | 1.1             | 0.1             | 0               | 0               | 0               | 0               | 0               | 0               | 0.5             | 1.2             | 9.1             |
| 평균 상대 습도 (%)                                            | 72              | 71              | 70              | 70              | 73              | 77              | 85              | 86              | 82              | 76              | 74              | 71              | 76              |
| 평균 월간 일조시간                                            | 148.3           | 143.6           | 171.1           | 195.1           | 201.4           | 164.1           | 170.9           | 184.9           | 177.1           | 181.1           | 155.6           | 158.3           | 2,051.5         |
| 가능 일조율                                                   | 47              | 46              | 46              | 50              | 47              | 38              | 39              | 45              | 48              | 52              | 50              | 51              | 47              |
| 출처: 중국기상국 (평년값: 1991년~2020년, 극값: 1981년~2010년) |                 |                 |                 |                 |                 |                 |                 |                 |                 |                 |                 |                 |                 |

## 행정 구역

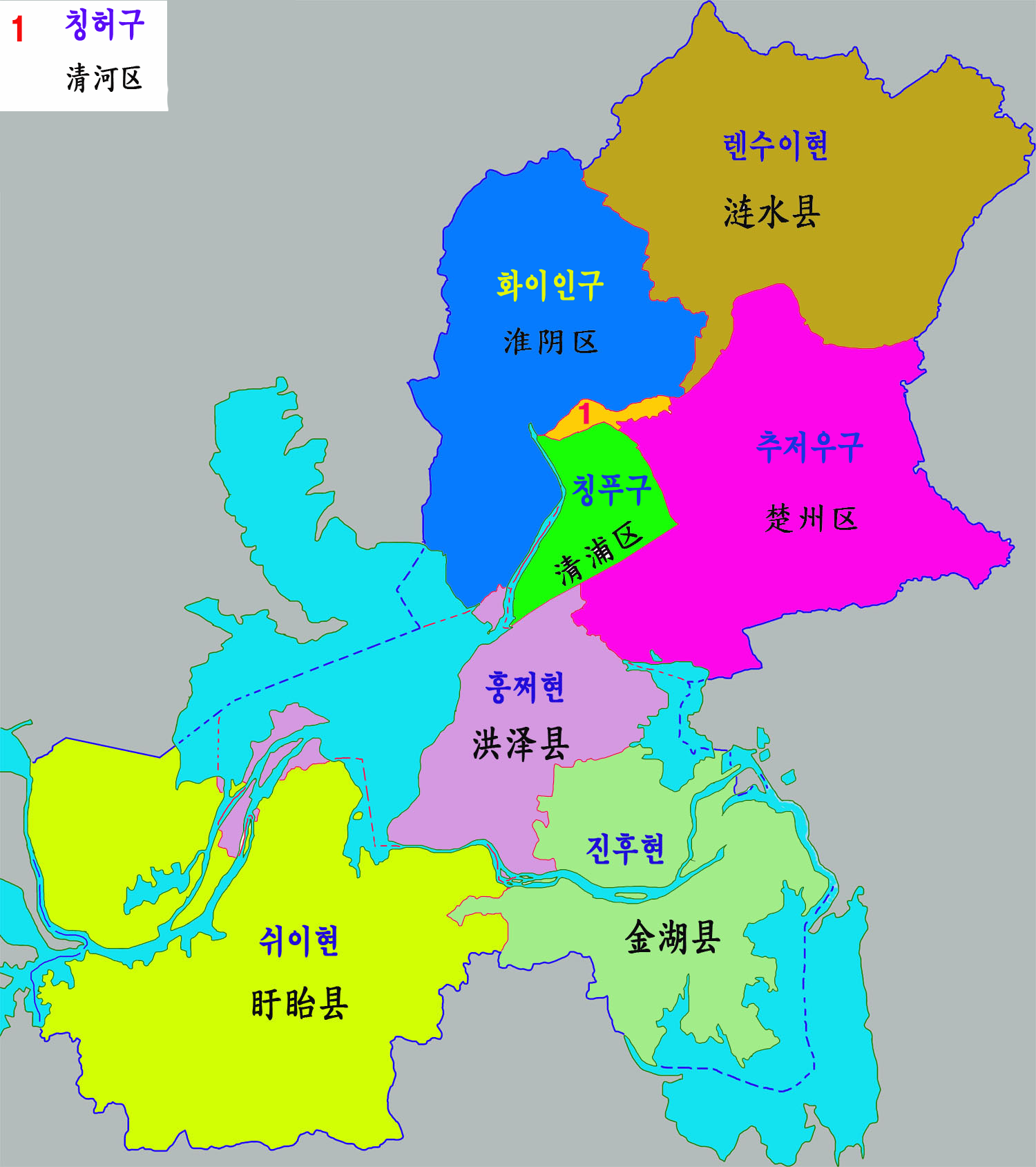
화이안시 현급구역

4개의 시할구와 3개의 현을 관할한다.
시할구
- 칭장푸 구(清江浦区)
- 화이안 구(淮安区)
- 화이인 구(淮阴区)
- 훙쩌 구(洪泽区)

현
- 진후 현(金湖县)
- 쉬이 현(盱眙县)
- 롄수이 현(涟水县)